# Talmeca curtoides
Talmeca curtoides är en fjärilsart som beskrevs av Paul Dognin 1910. Talmeca curtoides ingår i släktet Talmeca och familjen tandspinnare. Inga underarter finns listade i Catalogue of Life.